# Adriaen van de Velde

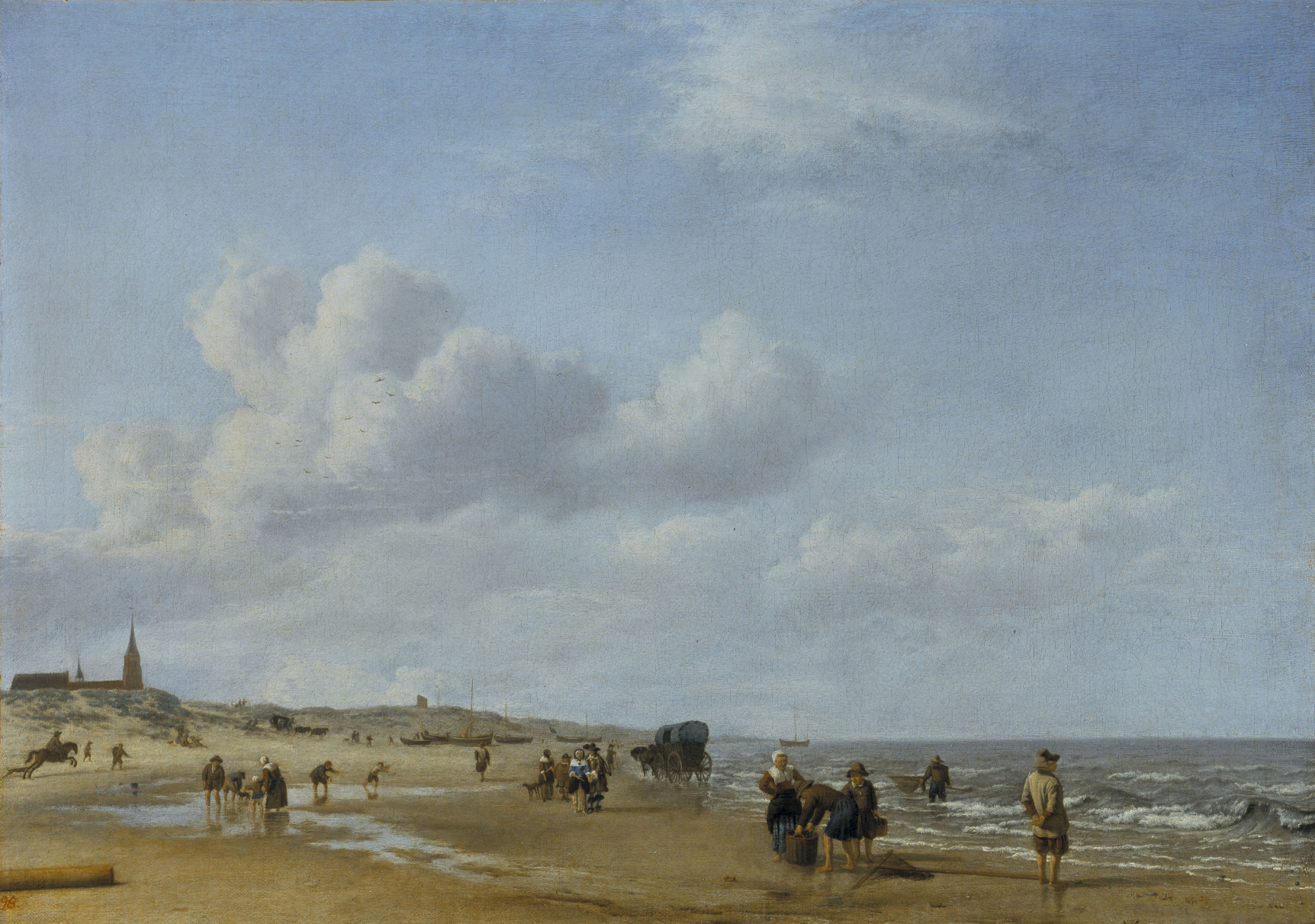
Der Strand von Scheveningen (1658), Gemäldegalerie Alte Meister Kassel

Adriaen van de Velde (getauft am 30. November 1636 in Amsterdam; beerdigt am 21. Januar 1672 ebenda) war ein holländischer Maler und Radierer.

## Leben
Adriaen van de Velde entstammte einer bedeutenden niederländischen Malerfamilie und war der Sohn des Zeichners Willem van de Velde (* um 1611–1693). Der Maler Willem van de Velde (1633–1707) war sein Bruder. Sein exaktes Geburtsdatum ist nicht bekannt, aber gesichert ist, dass er am 30. November 1636 in der Oude Kerk getauft wurde.
Seinen ersten Kunstunterricht bekam van de Velde durch seinen Vater. Durch dessen Vermittlung kam er später nach Haarlem und wurde dort Schüler von Jan Wijnants und Paulus Potter. Neben letzterem hatte vor allem auch Philips Wouwerman großen Einfluss auf van de Velde.

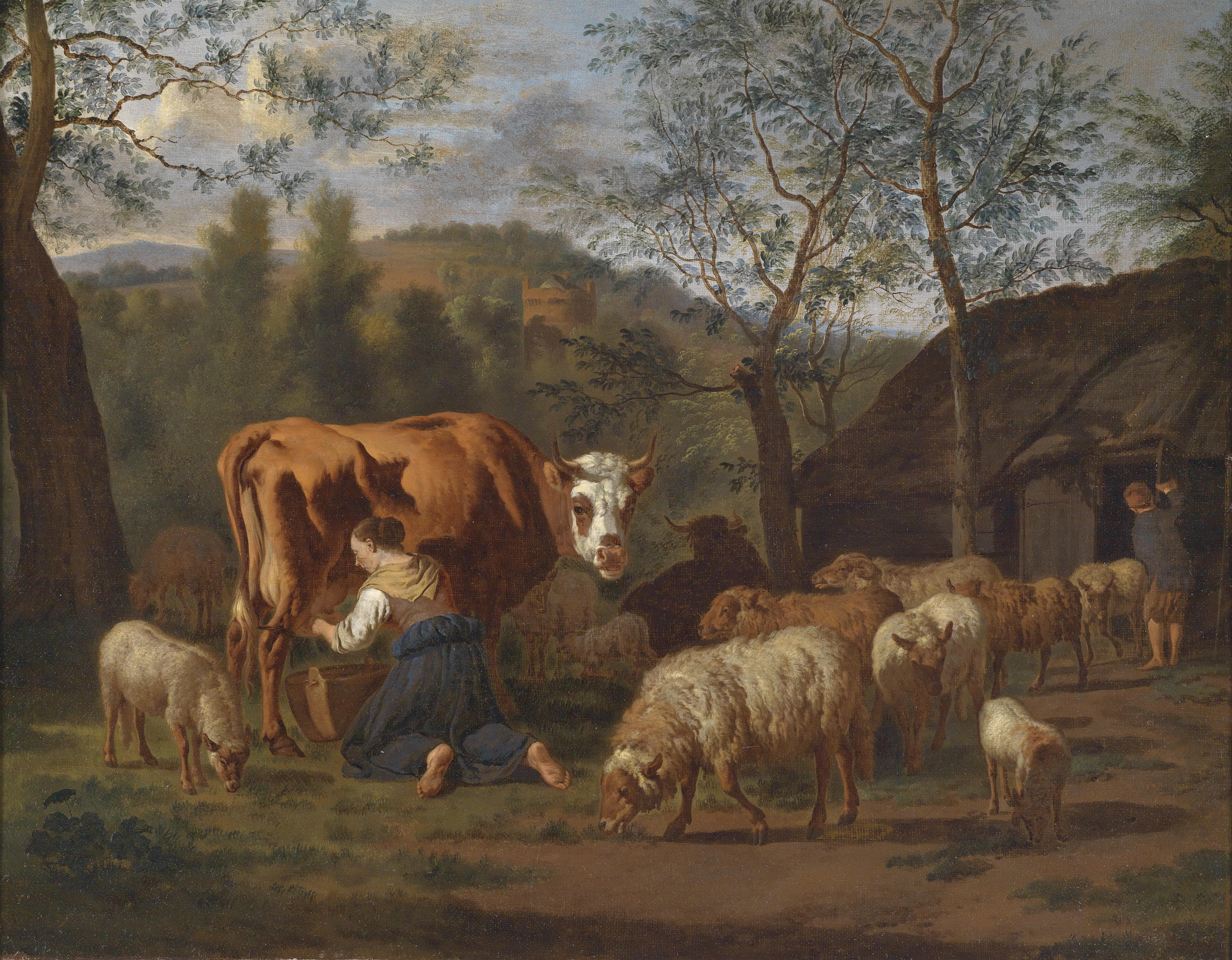
Eine melkende Magd mit Kuh und Ziegen vor dem Stall (1672)

In seine Heimatstadt zurückgekehrt arbeitete van de Velde einige Zeit im Atelier von Karel Dujardin und ließ sich anschließend als freischaffender Künstler nieder. Mit 21 Jahren heiratete er dort am 5. April Maria Oudekerk. Neben seinen eigenen Werken arbeitete van de Velde auch mit vielen anderen Landschaftsmalern zusammen; u. a. gestaltete er Menschen und Tiere in den Werken von Jan Hackaert, Jan van der Heyden und Jan Wijnants.
1672 starb der Maler Adriaen van de Velde. Seine Beerdigung fand am 21. Januar in der Nieuwe Kerk statt.

## Einschätzung
Mit seinem Frühwerk steht van de Velde noch ganz im Schatten der Haarlemer Schule und seinen Vorbildern Paulus Potter und Nicolaes Pieterszoon Berchem. Später fand er dann zu einem eigenen Stil und – trotz kurzer Schaffensdauer – entstanden bis zu seinem Tod über 400 Bilder (Werkverzeichnis bei Cornelis Hofstede de Groot). Seine Skizzen, welche in der Natur entstanden, bildeten nicht nur die Vorlage seiner sorgfältig komponierten Bilder, sondern wurden häufig auch als Radierungen „wiederverwertet“. Seine Landschaftsbilder zeichnen sich durch sorgfältige Wiedergabe der Einzelheiten, übersichtlich – harmonische Komposition und kontrastreiche, warme Farbgestaltung aus.

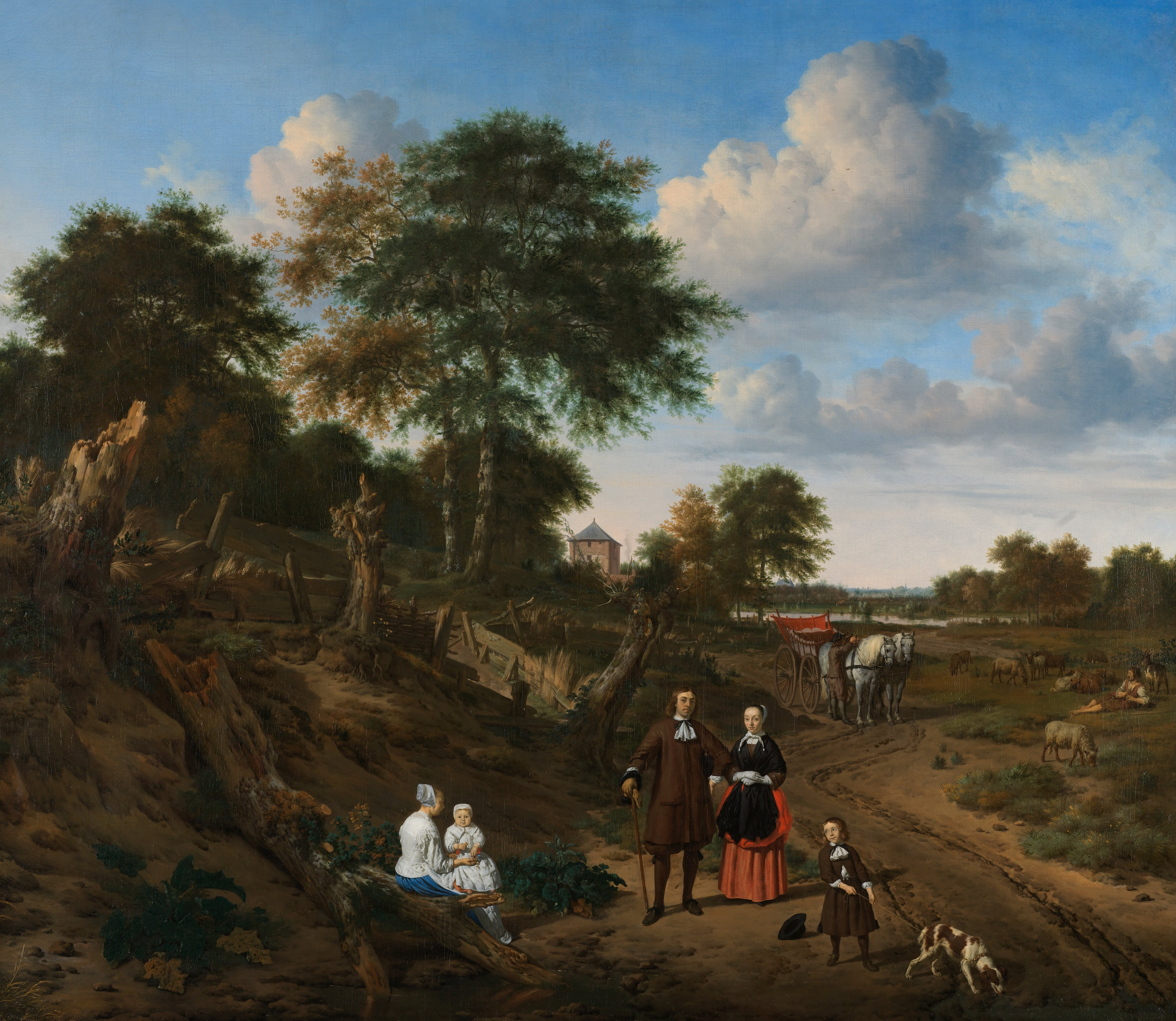
Landschaft mit Familiengruppe (1667), Rijksmuseum Amsterdam

## Werke (Auswahl)
- 1656: Die Fähre, Museum Straßburg
- 1658: Der Strand von Scheveningen, Gemäldegalerie Alte Meister Kassel
- 1658: Flache Flusslandschaft, Gemäldegalerie Berlin
- 1659: Landschaft mit Hirte und Tieren
- 1662: Mädchen beim Melken
- 1662: Trinkendes Mädchen, Gemäldegalerie Alte Meister Dresden
- 1664: Arcadisch landschap met rustende herders en vee, Rijksmuseum Amsterdam
- 1665: Eisbelustigung, Gemäldegalerie Alte Meister Dresden
- 1665: Ruinen, Gemäldegalerie Alte Meister Dresden
- 1666: Bauernhof, Gemäldegalerie Berlin
- 1667: Die Fähre, Alte Pinakothek München
- 1667: Landschaft mit Familiengruppe, Rijksmuseum Amsterdam
- 1667: Verkündigung, Amstelkringmuseum Amsterdam
- 1668: Golfspieler auf dem Eis bei Haarlem, National Gallery London
- 1668–1669: Winterlandschaft mit Bauernhof, Philadelphia Museum of Art
- 1669: Eisbelustigung auf dem Stadtgraben, Gemäldegalerie Alte Meister Dresden
- 1671: Die Hütte, Rijksmuseum Amsterdam
- 1672: Eine melkende Magd mit Kuh und Ziegen vor dem Stall

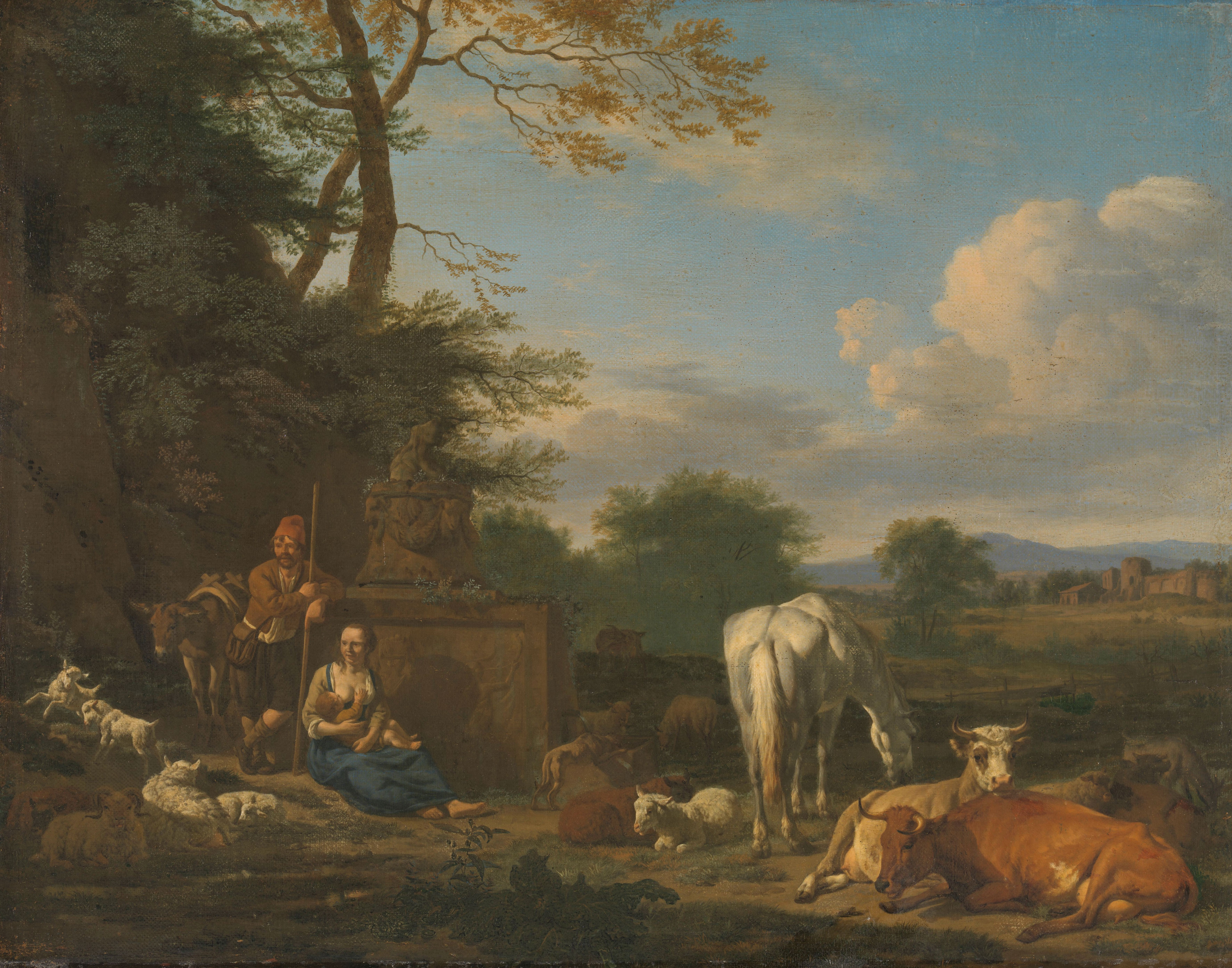
Arkadische Landschaft (1664, Rijksmuseum Amsterdam)
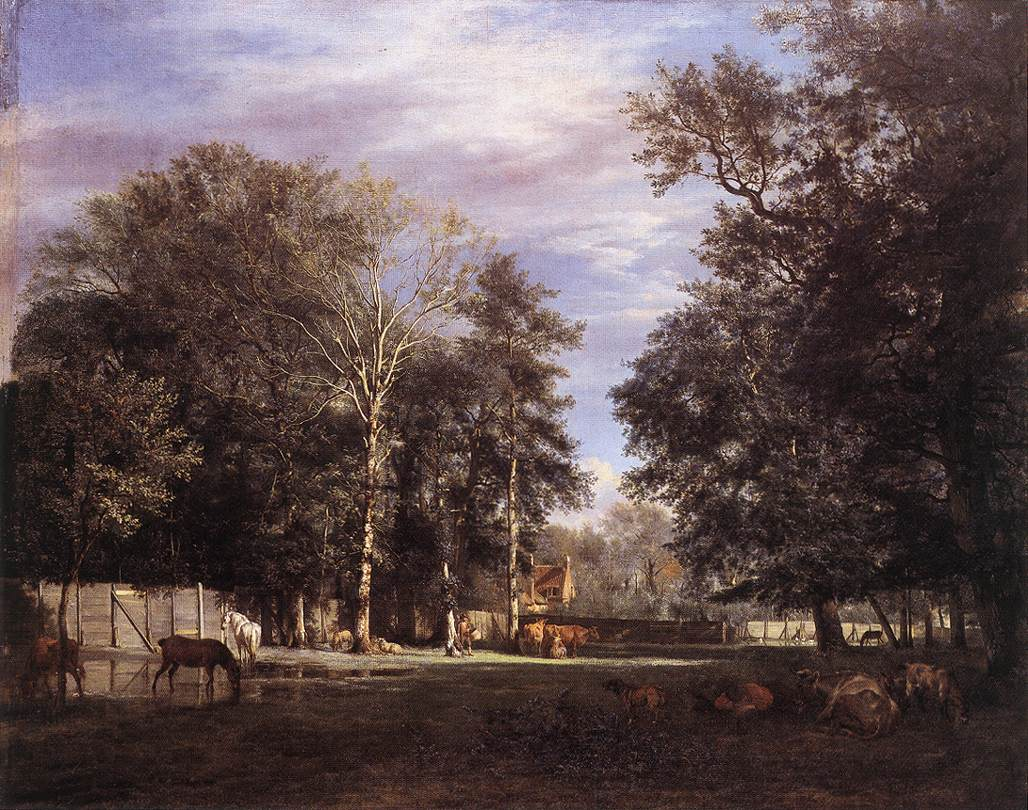
Die Farm (1666, Gemäldegalerie Berlin)
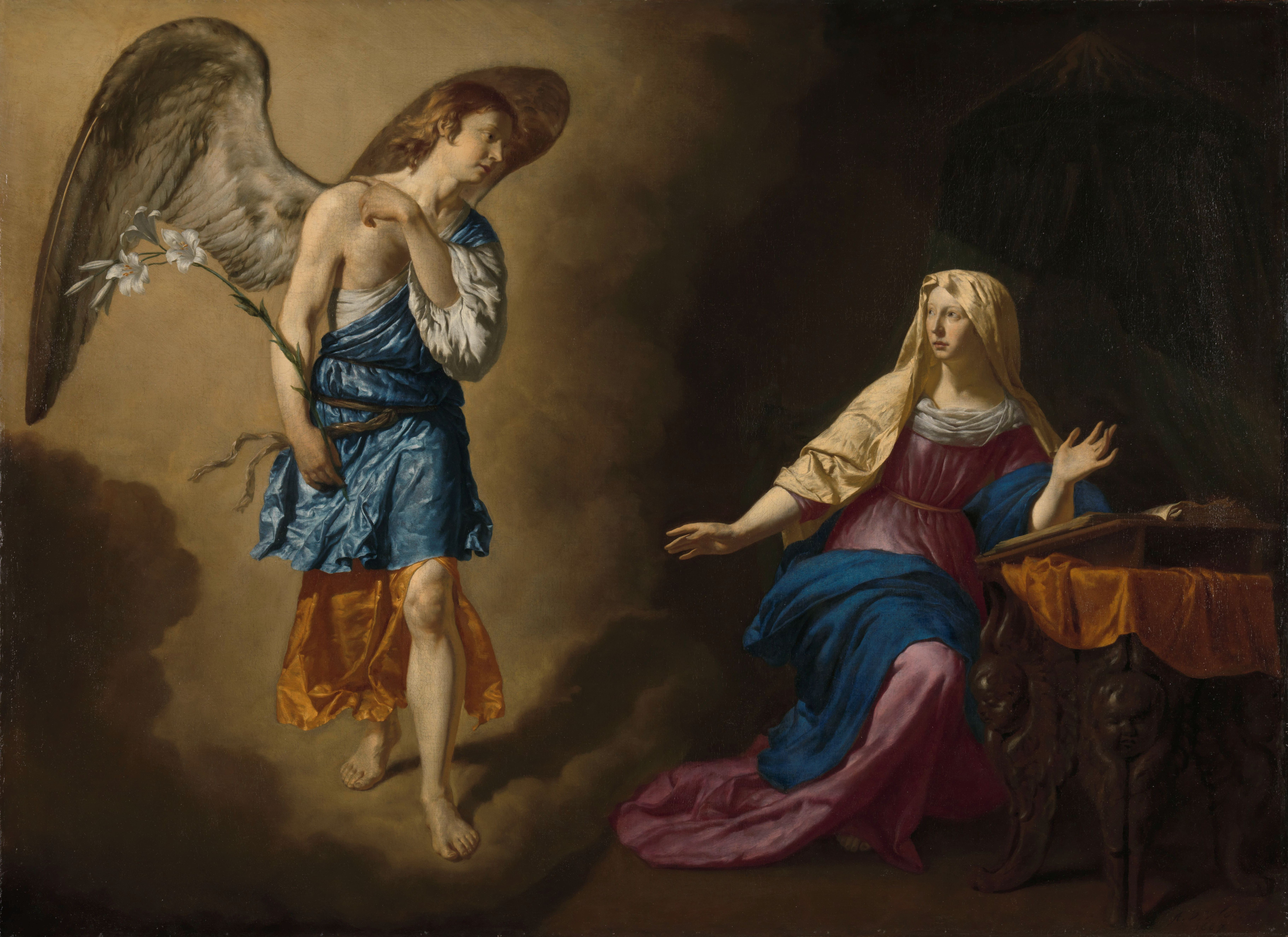
Verkündigung (1667, Amstelkringmuseum Amsterdam)
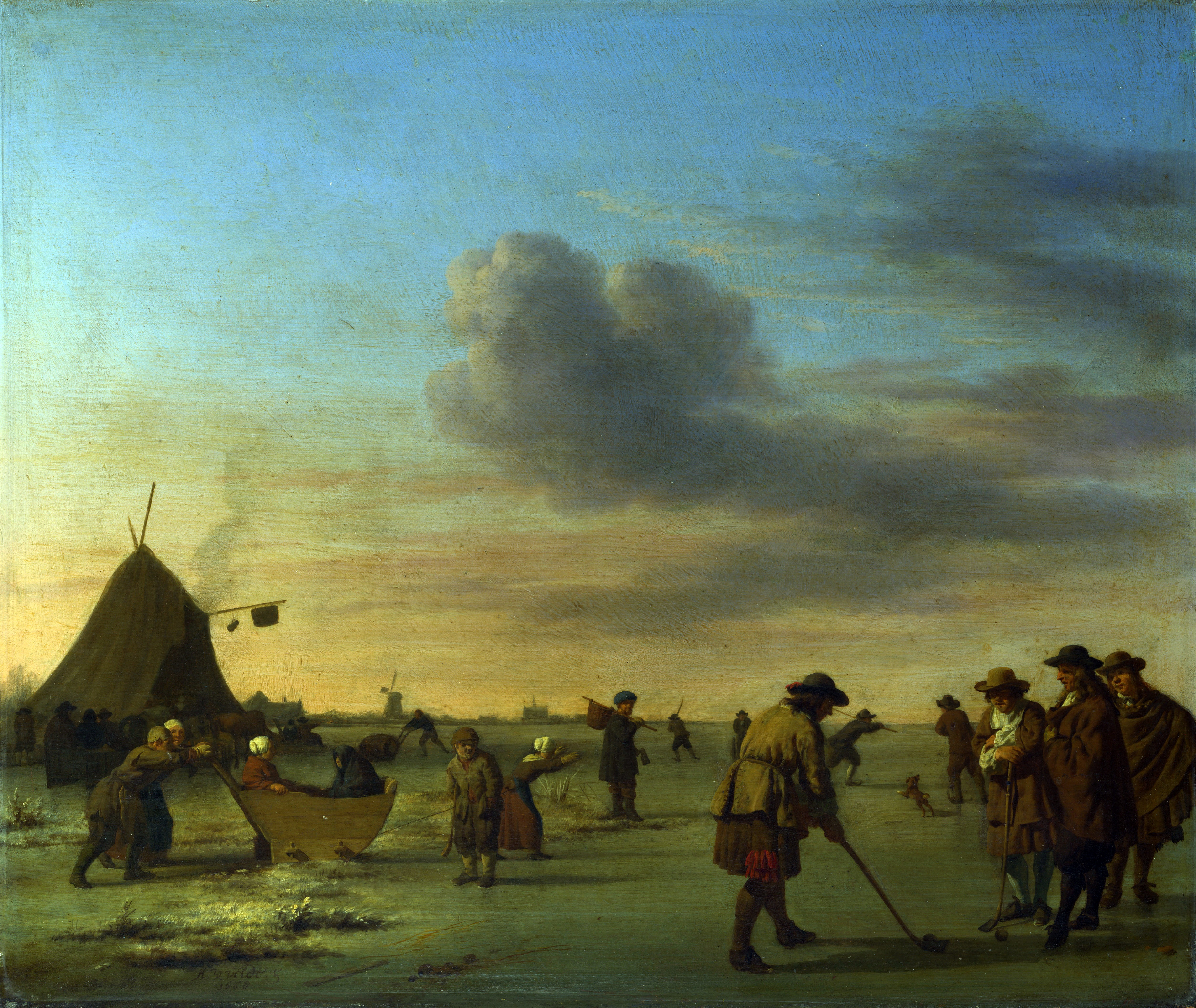
Golfspieler auf dem Eis bei Haarlem (1668, National Gallery London)
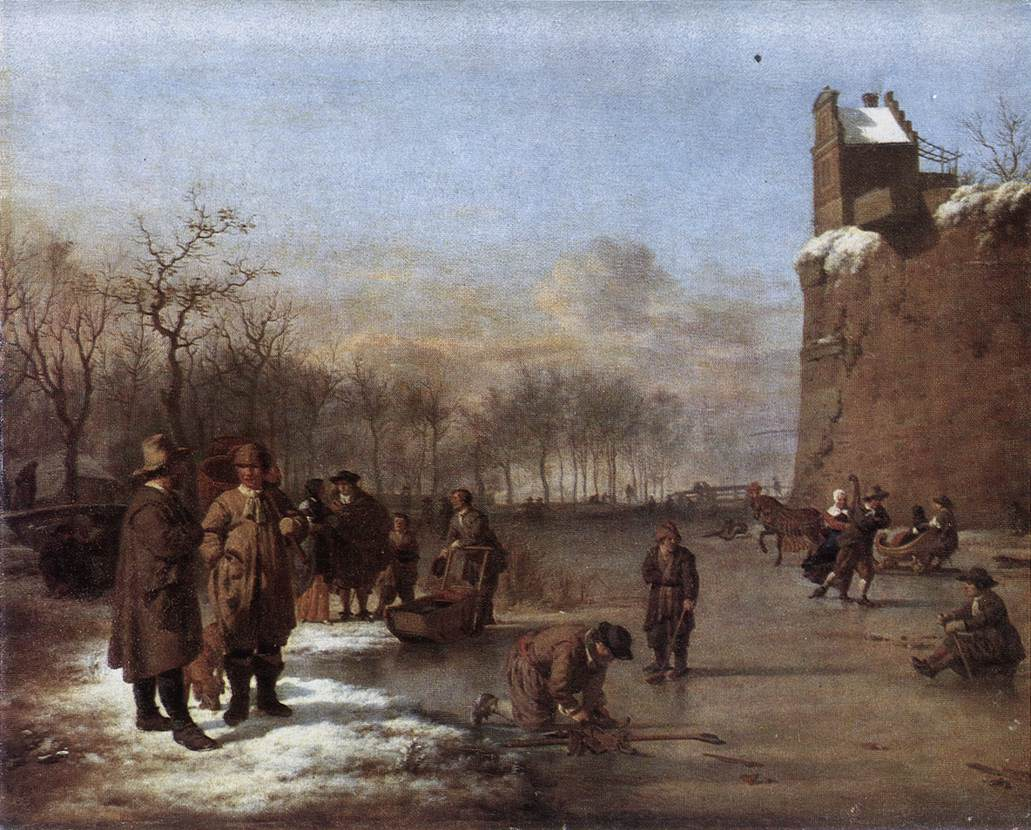
Eisbelustigung auf dem Stadtgraben (1669, Gemäldegalerie Alte Meister Dresden)
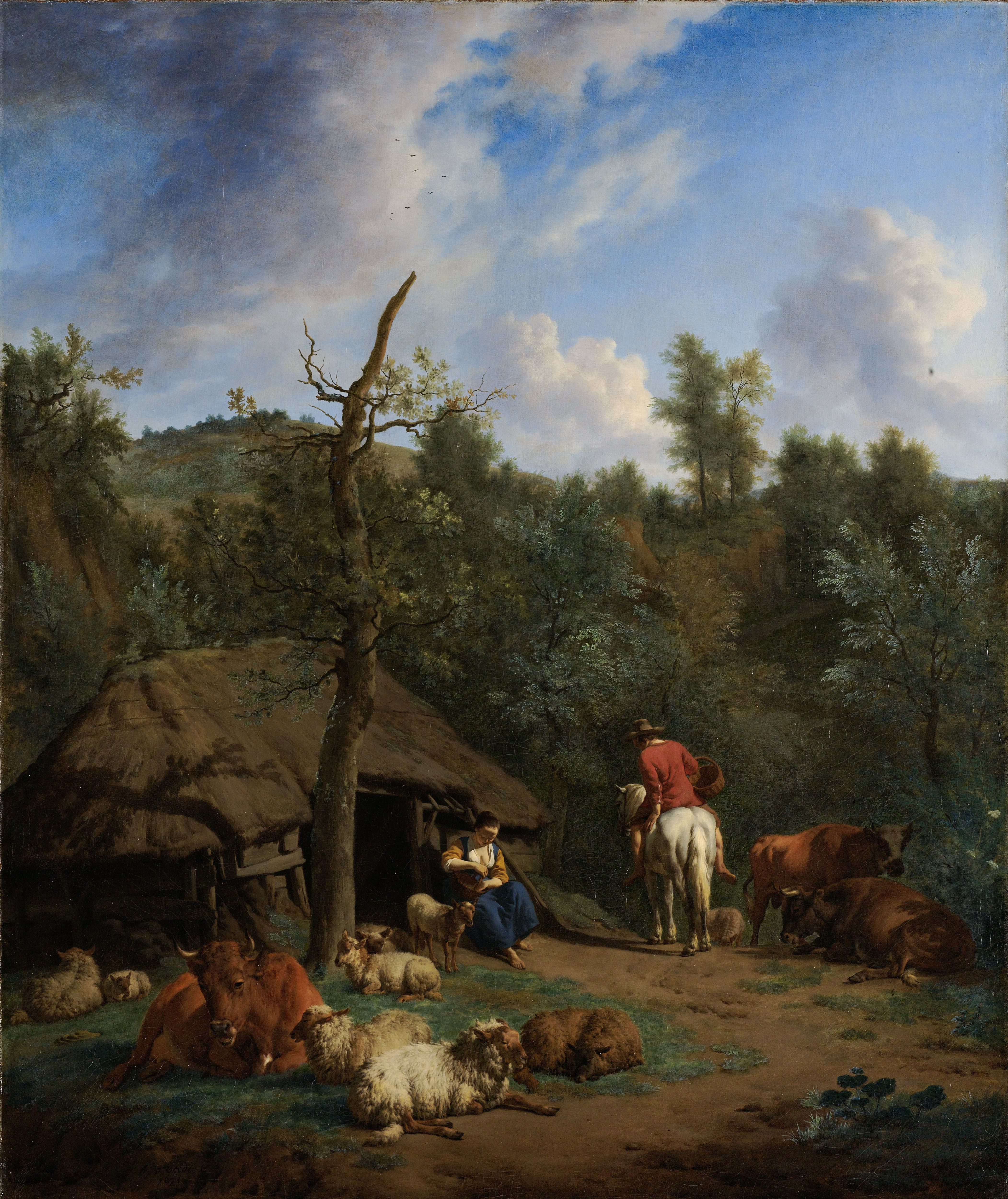
Die Hütte (1671, Rijksmuseum Amsterdam)